# Тазий
Тазий — царь роксоланов в конце II — первой половине I веков до н. э. Известен преимущественно по пересказу Страбоном свидетельства Артемидора Эфесского, современника описываемых событий.
В начале правления Тазия роксоланы лидировали в Северном Причерноморье. Вассалами Тазия были цари Крымской Скифии — Скилур и Палак. Во время конфликта скифов с Боспором и Херсонесом роксоланы, возглавляемые Тазием, по просьбе скифов неудачно воевали с понтийским полководцем Диофантом около 108 года до н. э. Военное поражение привело к утрате роксоланами контроля над Таврией, Боспором, Скифией и Ольвией, которые были подчинены Понтийскому царству.
Во главе с Тазием роксолане воевали против Митридата VI Евпатора, помогая Палаку в борьбе с ним.